# Cyclocephala latreillei
Cyclocephala latreillei är en skalbaggsart som beskrevs av Roger Paul Dechambre 1999. Cyclocephala latreillei ingår i släktet Cyclocephala och familjen Dynastidae. Inga underarter finns listade i Catalogue of Life.